# Dolby Stereo
Dolby Stereo — звуковая аналоговая система (формат) многоканального звука и бренд от компании Dolby Laboratories, специализирующейся в области систем обработки звука, звукозаписи и звуковоспроизведения.  
Это единый бренд для двух совершенно разных базовых систем: 
- Dolby SVA (stereo variable-area), использующая 4 оптических звуковых дорожки на 35-мм киноплёнке (более значимая для кинематографа),
- Dolby Stereo 70mm — 6-канальный звук на шести магнитных звуковых дорожках на 70-мм киноплёнке, с шумоподавлением Dolby.

Dolby SVA создана в 1976 году, содержала 4 звуковых канала: левый и правый для музыки и эффектов, центральный для диалогов и четвёртый — окружающий (surround) — для создания общей звуковой атмосферы.
Dolby Stereo 70 mm Six Track первоначально (как Todd-AO) была представлена в  1955 г.; впервые была применена на некоторых копиях фильма «Бегство Логана», выпущенного в 1976 году.
При этом, если первый успех ранней системе Dolby положили вышедшие в 1977 году «Звёздные войны» Джорджа Лукаса и «Близкие контакты третьего рода» Стивена Спилберга, то когда Лукас объявил, что и новый эпизод — «Империя наносит ответный удар» (1980) — будет снят со звуком в формате Dolby Stereo — началась повальная dolby-фикация американских кинотеатров: если до этого только в примерно 50 кинотеатрах США была установлена такая система, то теперь без Dolby нельзя представить ни один современный кинотеатр.
В 1986 году Dolby Stereo была модернизирована до Dolby SR (Spectral Recording), где опционально был добавлен низкочастотный канал.
В 1982 году «Dolby Labs» выпускает урезанную, домашнюю версию Dolby Stereo — Dolby Surround (3-х канальная — левый, правый, окружающий), а в 1987 полноценную модификацию — Dolby Pro Logic (4-х канальная).